# Palácio Nacional da Pena
Il Palácio Nacional da Pena - o semplicemente Palácio da Pena o Castelo da Pena - è un castello che si trova sulle colline della città portoghese di Sintra vicino a Lisbona.

## Localizzazione

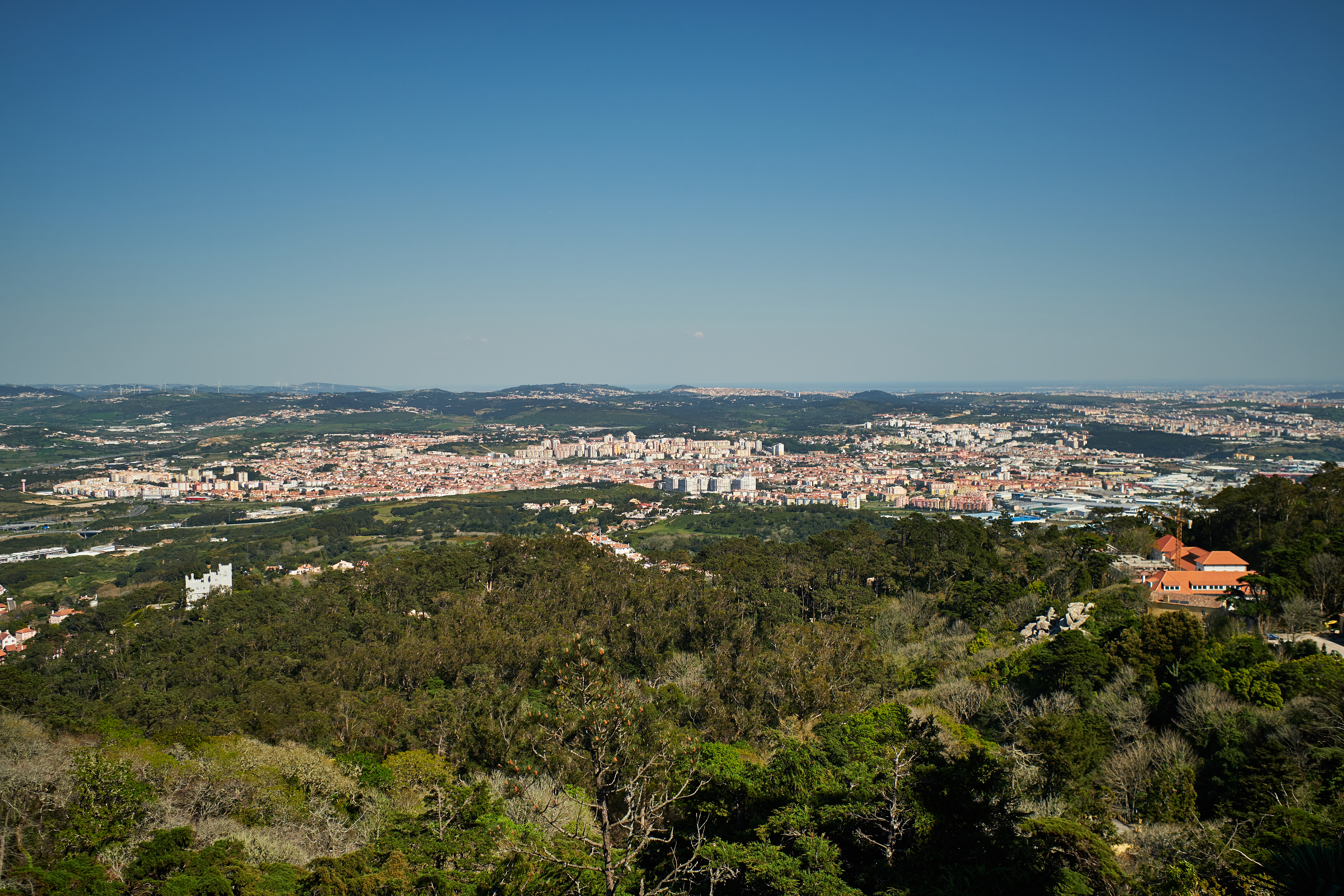
Lisbona vista dalla terrazza del Palácio Nacional da Pena

Il palazzo si trova su uno sperone di roccia dominante la città di Sintra, all'interno del Parque da Pena, nella Serra de Sintra.

## Storia

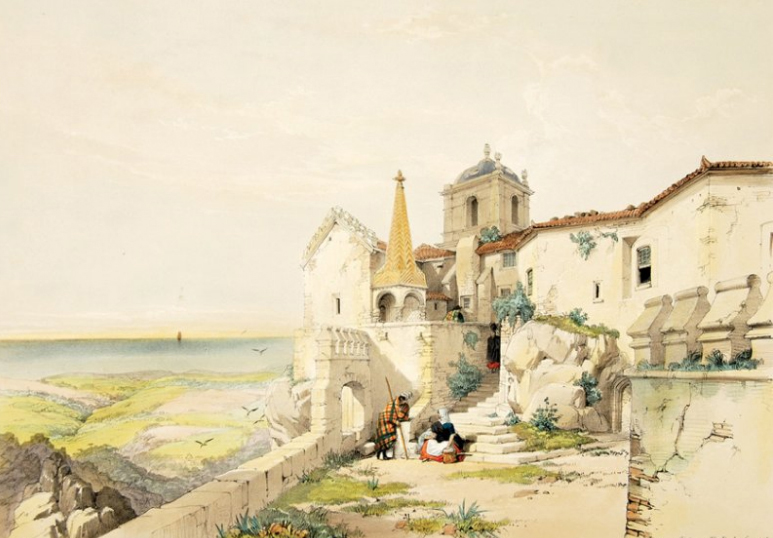
Il monastero di Sintra come doveva apparire nel Quattrocento, secondo la ricostruzione di George Vivian del 1839.

La storia del castello ebbe inizio nel medioevo quando sul sito si trovava una cappella dedicata alla Madonna della Pena, costruita in cima ad una collina dominante Sintra. Secondo la tradizione questa cappella era stata costruita a seguito di un'apparizione miracolosa della Madonna.
Nel 1493, re Giovanni II del Portogallo accompagnò sua moglie la regina Eleonora in un pellegrinaggio sul sito per adempiere ad un voto. Il suo successore, Manuele I fu anch'egli particolarmente devoto al santuario ed ordinò la costruzione di un vero e proprio monastero sul sito, affidandolo all'ordine di San Girolamo. Per secoli il monastero di Pena divenne un luogo di meditazione, isolato, con la presenza di massimo diciotto monaci.
Nel XVIII secolo il monastero venne pesantemente danneggiato da una tempesta di fulmini, ma fu il grande terremoto di Lisbona del 1755 a decretarne la fine, riducendolo completamente in rovina. Ad ogni modo la cappella (con le sue sculture in marmo ed alabastro attribuite a Nicolau Chanterene) scamparono miracolosamente al danno.

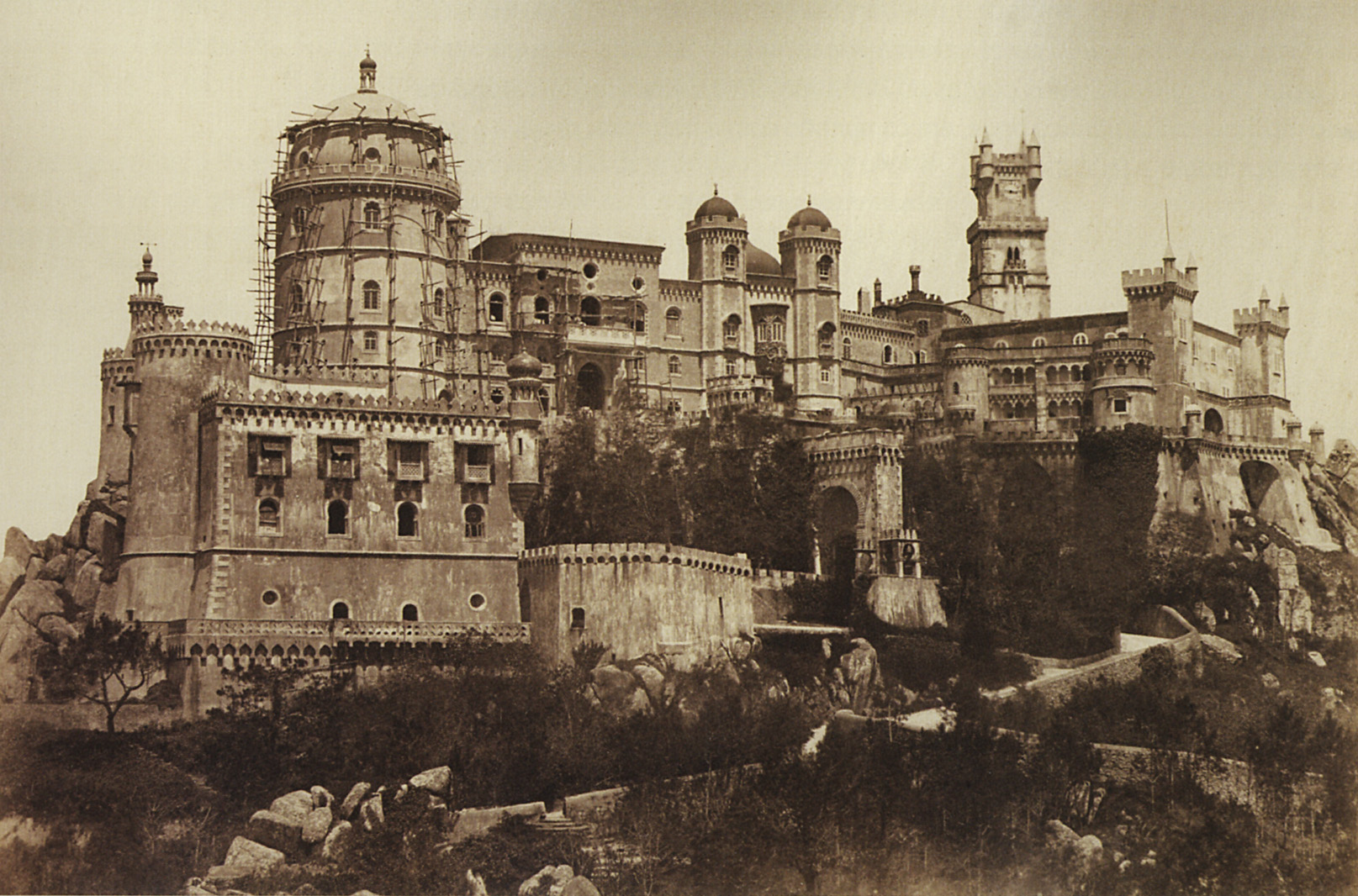
Il palazzo in costruzione nel 1850

Per decenni le rovine rimasero al loro posto, ma attirarono l'attenzione del giovane Ferdinando II che, nel 1838, decise di acquisire l'antico monastero e tutte le terre circostanti per sé, oltre al vicino Castelo dos Mouros. L'attuale costruzione, realizzata dopo il 1840 su impulso di Maria II di Braganza che era desiderosa di fare un regalo di nozze al marito Ferdinando, venne progettata dal geologo e barone tedesco Wilhelm Ludwig von Eschwege, architetto dilettante, mentre gli interni vennero curati dall'architetto Julius Eugen Ruhl.
Dopo la morte di Ferdinando, il palazzo passò in eredità alla sua seconda moglie, Elisa Hensler, contessa di Edla. Quest'ultima decise di vendere il complesso a re Luigi I del Portogallo che lo utilizzò come residenza estiva per la famiglia reale portoghese, ma anche come luogo di rappresentanza; qui ad esempio fu servito il pranzo ufficiale in occasione della visita di re Edoardo VII del Regno Unito nel 1903. Nel medesimo periodo il palazzo ospitò anche il noto compositore Richard Strauss durante una sua visita. Nel 1889 il castello venne acquistato dallo stato portoghese e, dopo la rivoluzione repubblicana del 1910, venne trasformato in un museo. L'ultima regina del Portogallo, Amalia, trascorse la sua ultima notte al castello prima di lasciare il paese alla volta dell'esilio. Quando vi tornò nel 1945, chiese di poter visitare nuovamente il palazzo, da sola, in quanto era uno dei suoi preferiti.
Il palazzo si trova oggi sotto la tutela dell'UNESCO, organismo dal quale è stato inserito nel Patrimonio dell'umanità (come tutto il centro storico di Sintra) nel 1995, e il 7 luglio 2007 è stato eletto una delle 7 meraviglie del Portogallo.

## Architettura

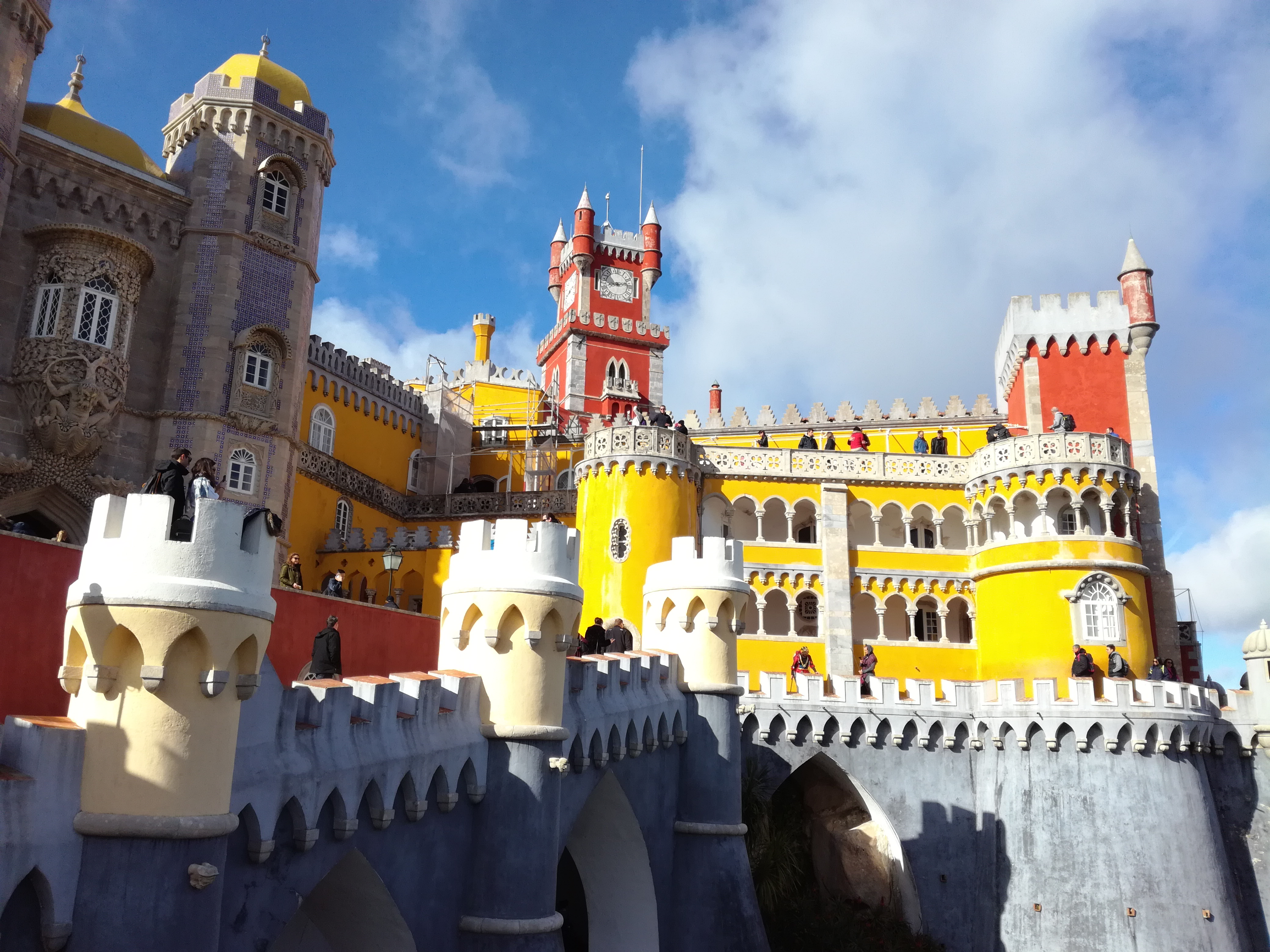
Il palazzo residenziale (a sinistra) con l'area conventuale (a destra). Sullo sfondo la Torre dell'Orologio.

Il palazzo è stato costruito sopra le macerie di un convento ed è considerato come una delle sette meraviglie del Portogallo. Nell'architettura del palazzo "convivono" vari stili: neogotico, neomanuelino, neoarabo, neorinascimentale, neobarocco, ecc. Numerosi sono i riferimenti stilistici ad altre famose costruzioni della storia del Portogallo, come ad esempio la Torre di Belém, il Convento dell'Ordine di Cristo a Tomar, la Casa dos Bicos a Lisbona o il Palácio Nacional de Sintra a Sintra. La struttura, a livello architettonico e di ripartizione degli spazi, può essere suddivisa in quattro:
- La cinta muraria (che venne realizzata per consolidare le fondamenta della costruzione), con due ingressi a portali, di cui uno dotato di ponte levatoio;
- Il corpo dell'antico convento, completamente restaurato, posto in cima alla collina, con la Torre dell'Orologio;
- Il Pátio dos Arcos di fronte all'antica cappella, con un'infilata di archi moreschi;
- L'area palaziale propriamente detta, con il suo grande bastione cilindrico di stile "a cattedrale".

Molti sono ancora oggi gli elementi che si preservano dell'antico convento, incluso il chiostro, il refettorio, la sacrestia, e l'antica cappella del complesso.
Dal palazzo trarrà ispirazione anche re Ludovico II di Baviera per la costruzione del castello di Neuschwanstein trent'anni dopo il suo completamento.

## Il parco
Il parco del palazzo di Pena è una vasta area ricoperta da foreste che circonda completamente il castello per un totale di 200 ettari. Il parco venne realizzato assieme al palazzo su progetto di Ferdinando II che si servì per completarlo della perizia del barone von Eschwege e del barone von Kessler. 
Il gusto esotico applicato al parco rientra nel pieno dello stile romantico di metà Ottocento. Il re ordinò l'importazione in loco di diverse piante ed essenze arboree da luoghi molto lontani tra cui una sequoie nordamericane, cipressi di Lawson, magnolie, cedri rossi occidentali, ginkgo biloba cinesi, delle cryptomerie giapponesi, e una gran varietà di felci dall'Australia e dalla Nuova Zelanda, concentrate in quello che divenne noto come "giardino delle felci della regina" (Feteira da Rainha). Il parco è articolato in un sistema labirintico di sentieri e passaggi stretti che collegano il palazzo ai diversi punti d'interesse al suo interno.
All'interno del parco si trova anche un'opera scultorea dell'italiano Ernesto Rusconi rappresentante un guerriero medievale portoghese.

Nel 2013 il giardino è stato premiato dall'European Garden Heritage Network come miglior giardino d'Europa.

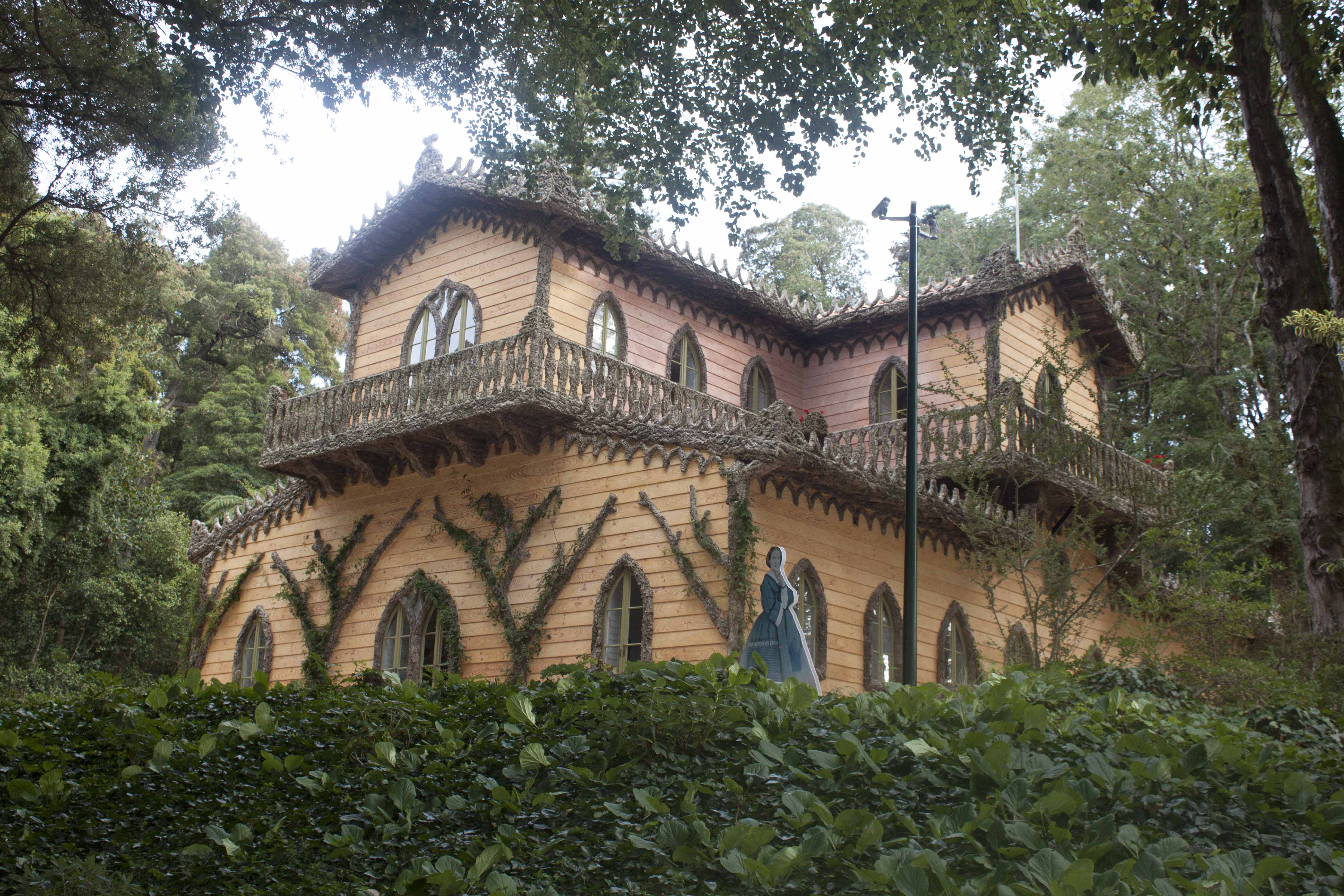
Lo chalet della contessa Elise

### Lo chalet della contessa Elise
Tra il 1864 ed il 1869, Ferdinando II fece realizzare nel parco del castello uno chalet come luogo di svago per la sua seconda moglie, Elise Hensler, contessa di Edla. Concepito come rifugio di svago, fu costruito sul modello degli chalet alpini europei, tenendo conto delle origini della stessa contessa. Dopo la caduta della monarchia portoghese (1910), il complesso dello chalet rimase abbandonato e privo di manutenzione, situazione culminata, nel 1999, in un incendio doloso che distrusse gran parte dell'interno dello chalet. Venne iniziato nel 2007 un processo di recupero dell'intera struttura che, al costo di 1,5 milioni di euro, ha riportato oggi la struttura al suo antico splendore e ne ha consentito la riapertura al pubblico dal 2011.
La struttura venne realizzata in pietra e calce, con un rivestimento esterno che simula il legno, oltre a decorazioni e balconate realizzate in legno di sughero.
Il giardino attorno allo chalet è stato pure restaurato, installandovi una preziosa collezione di camelie e azalee.

## Galleria d'immagini

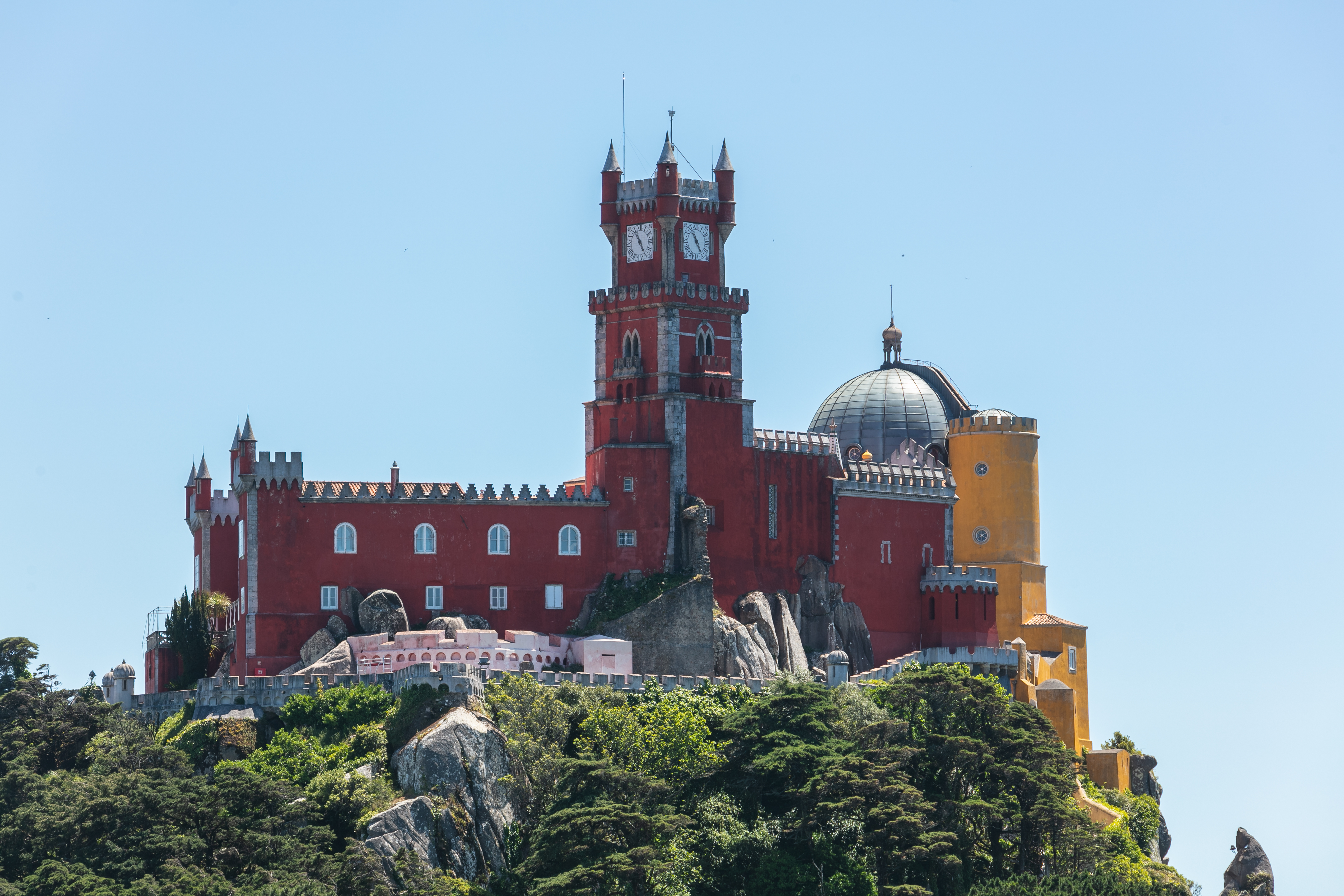
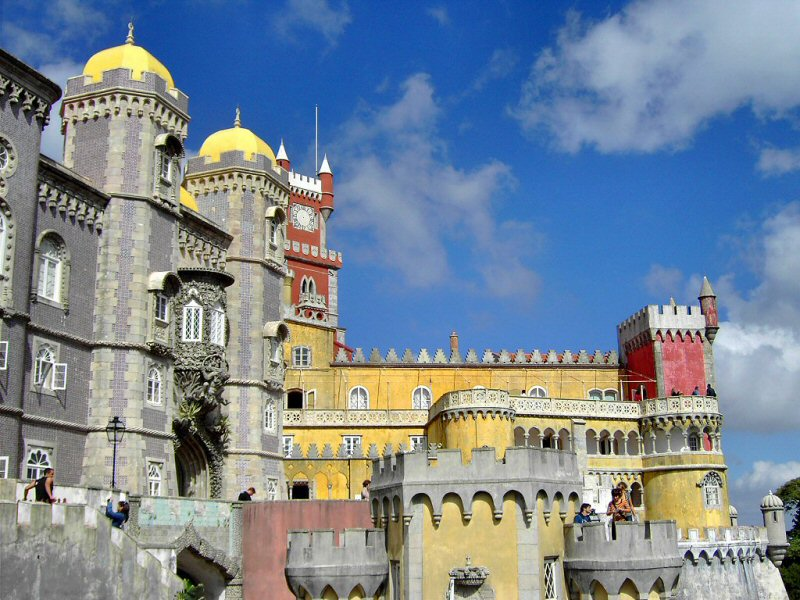
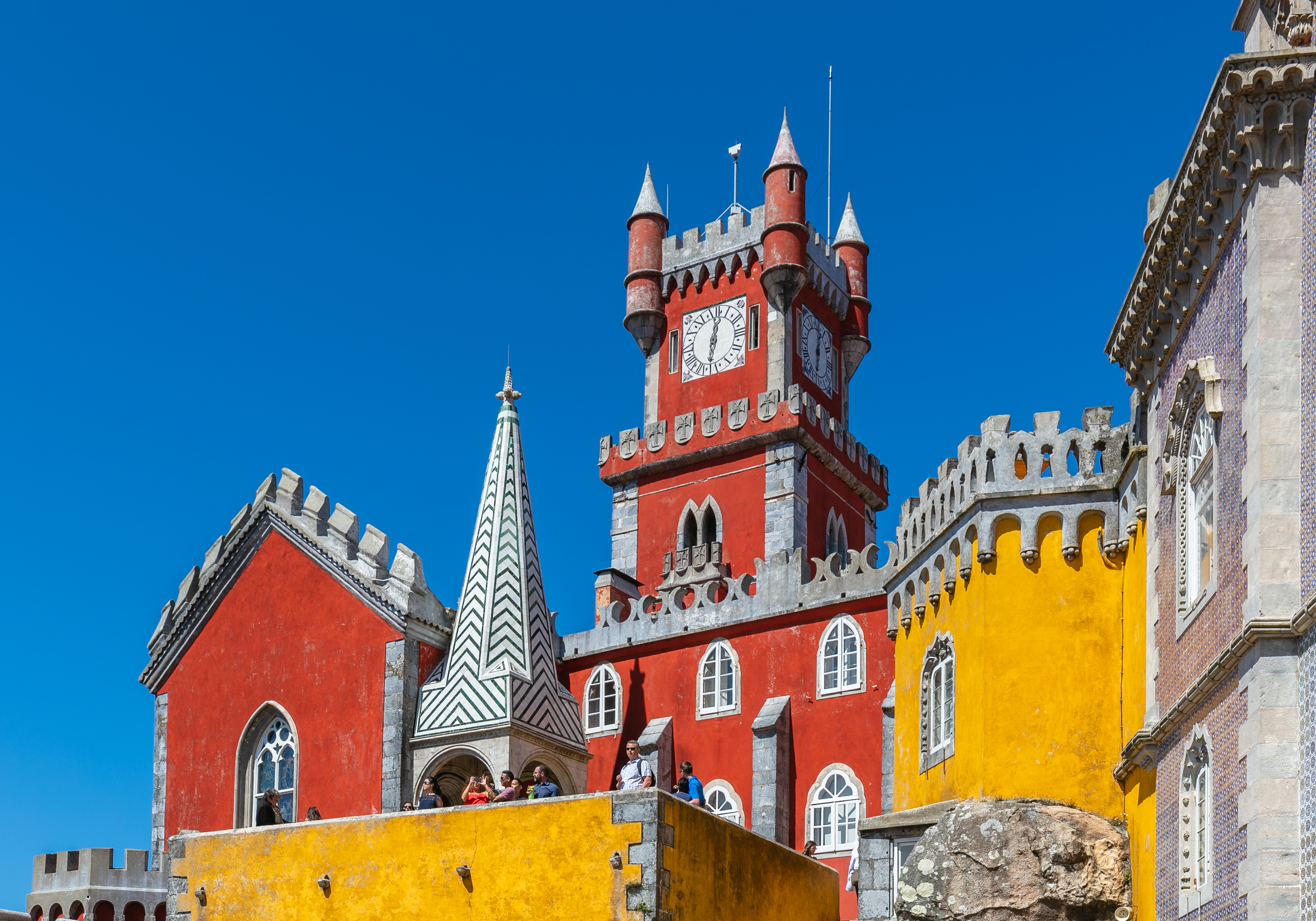
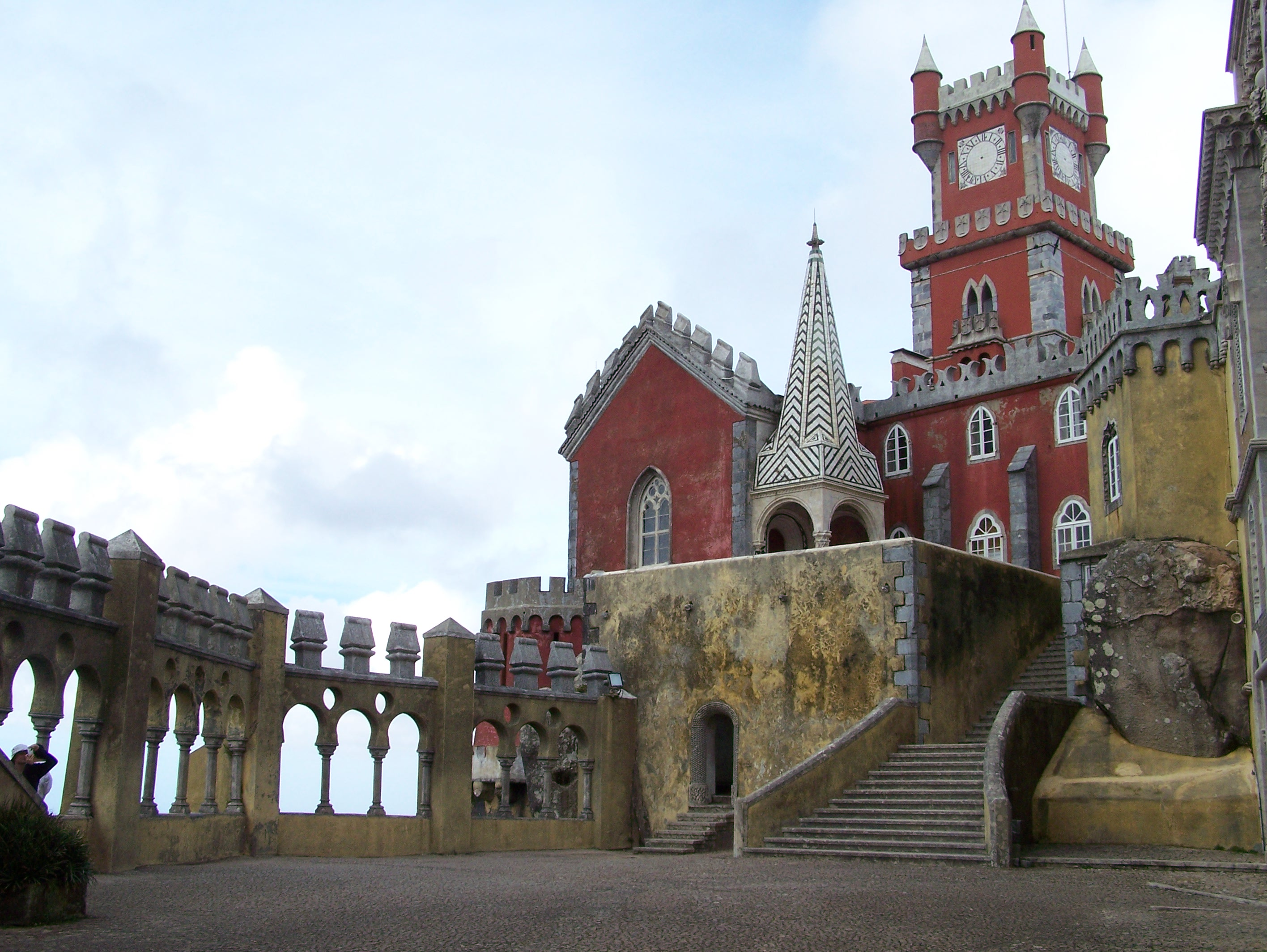
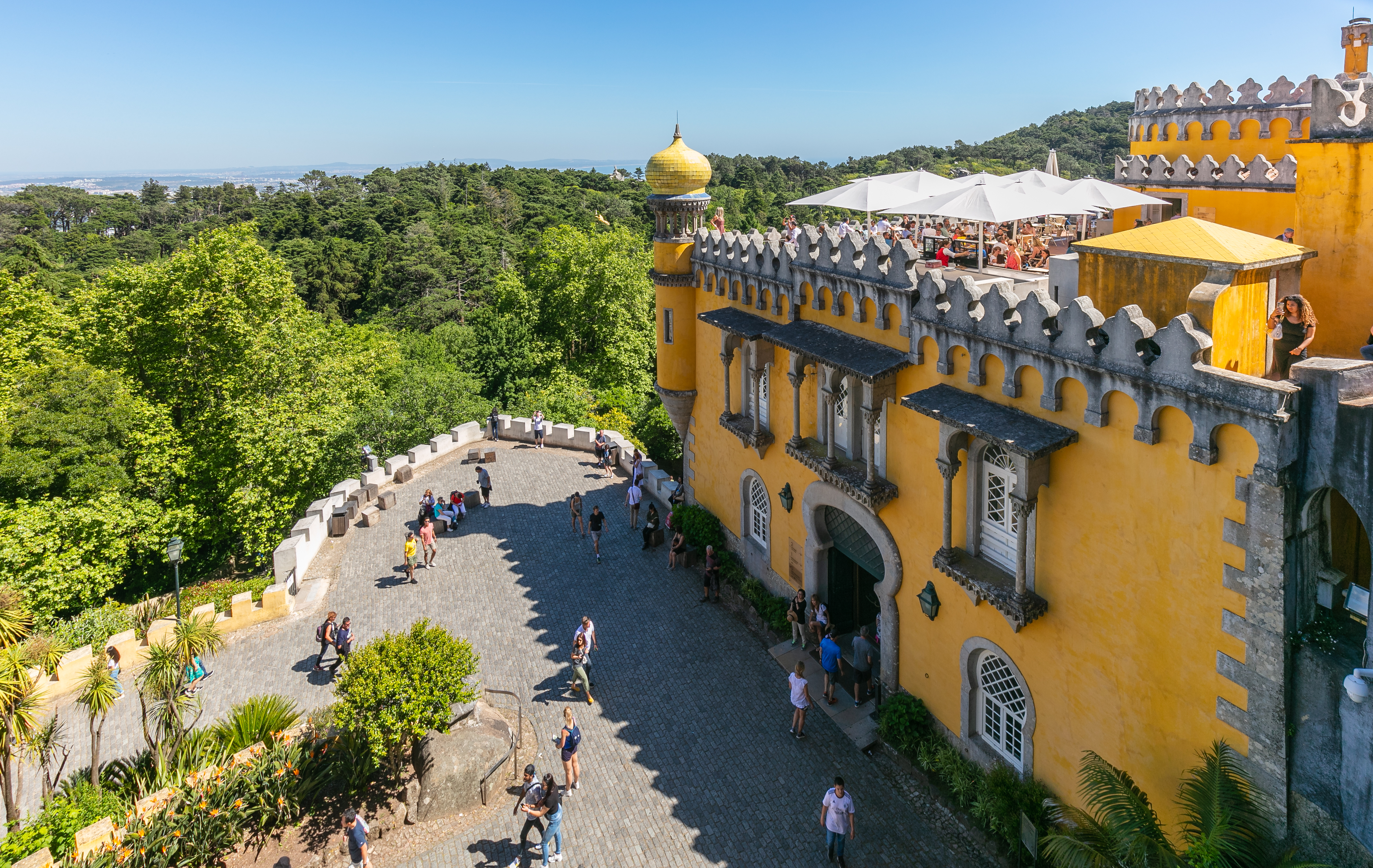
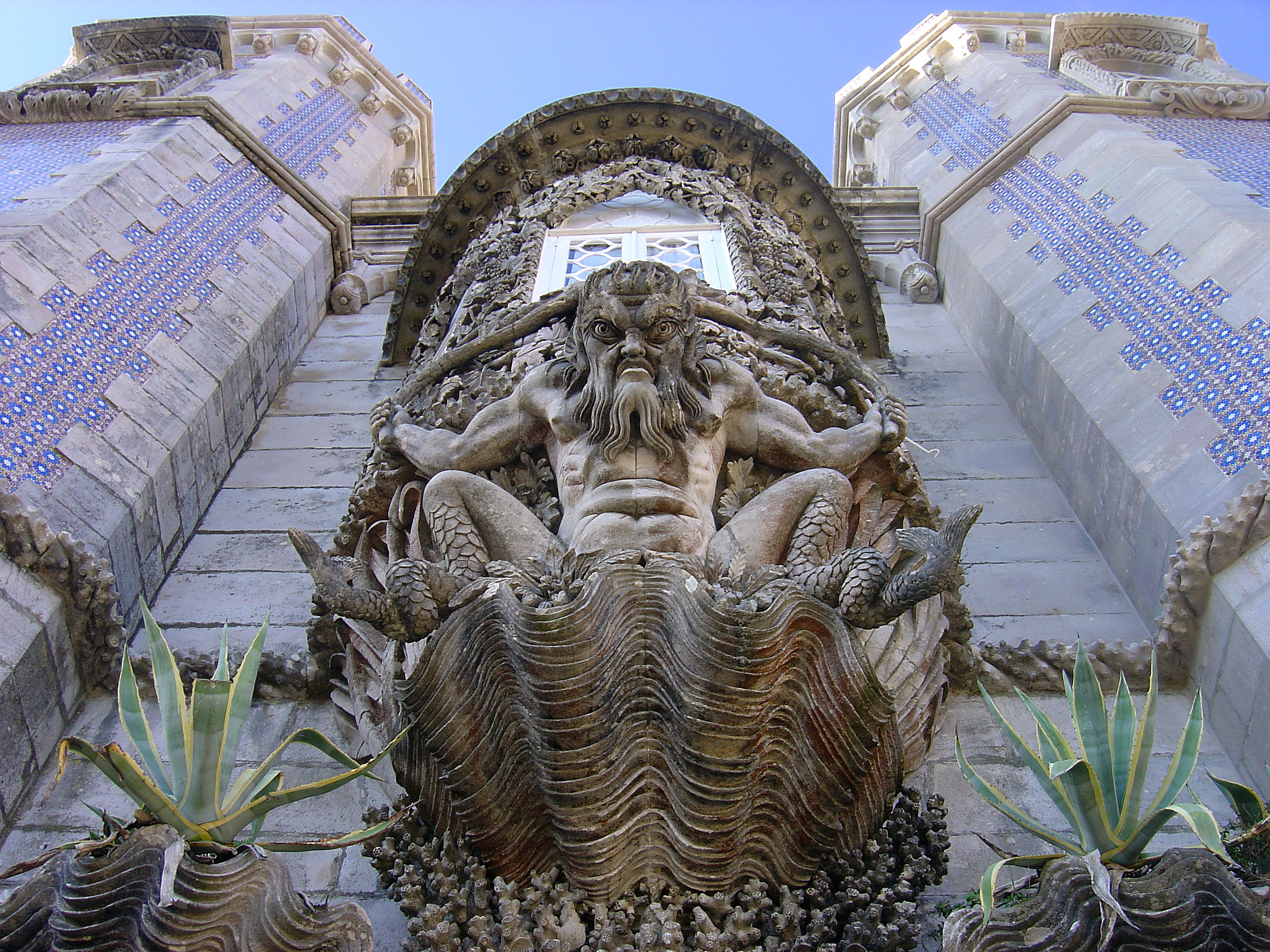
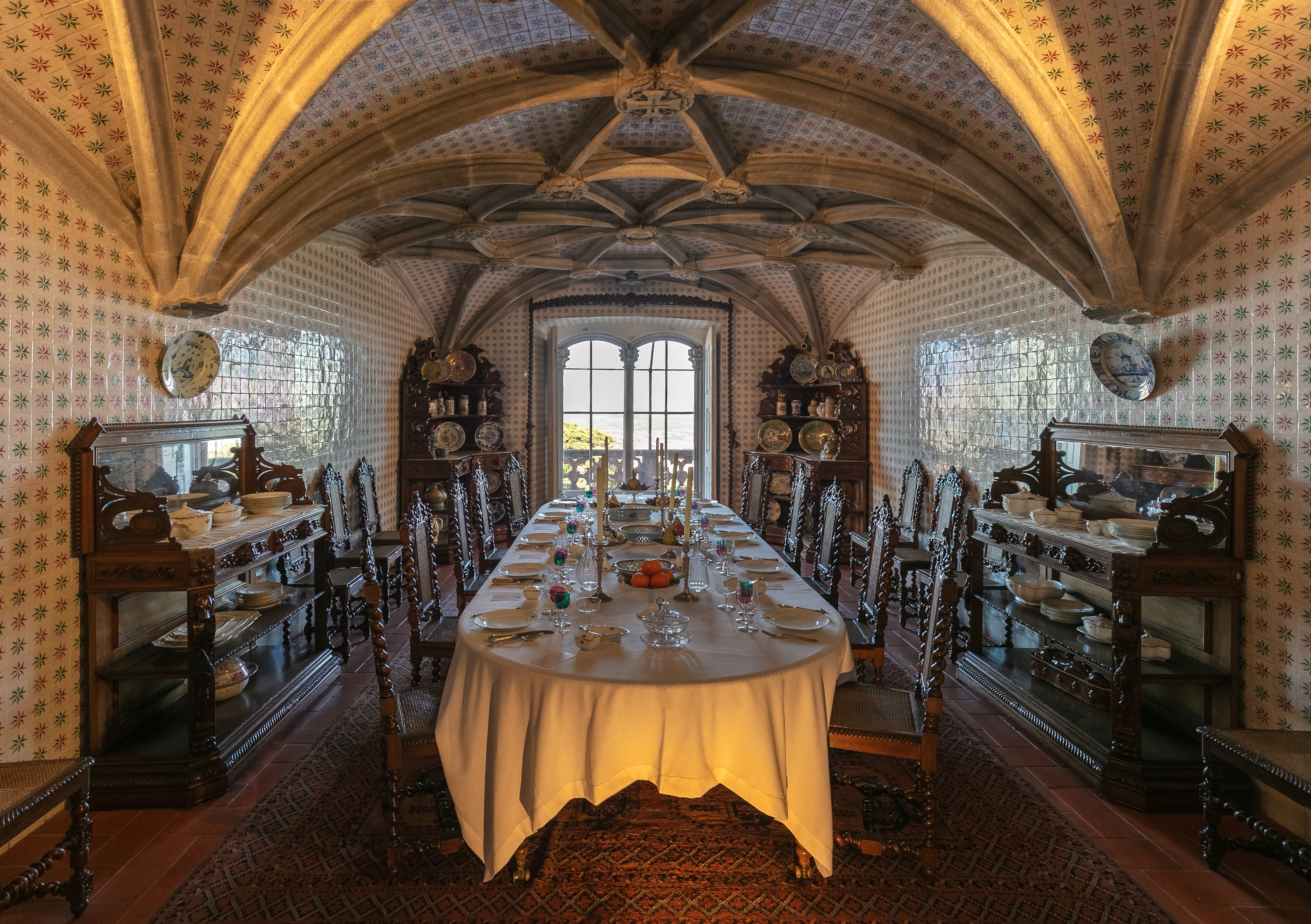
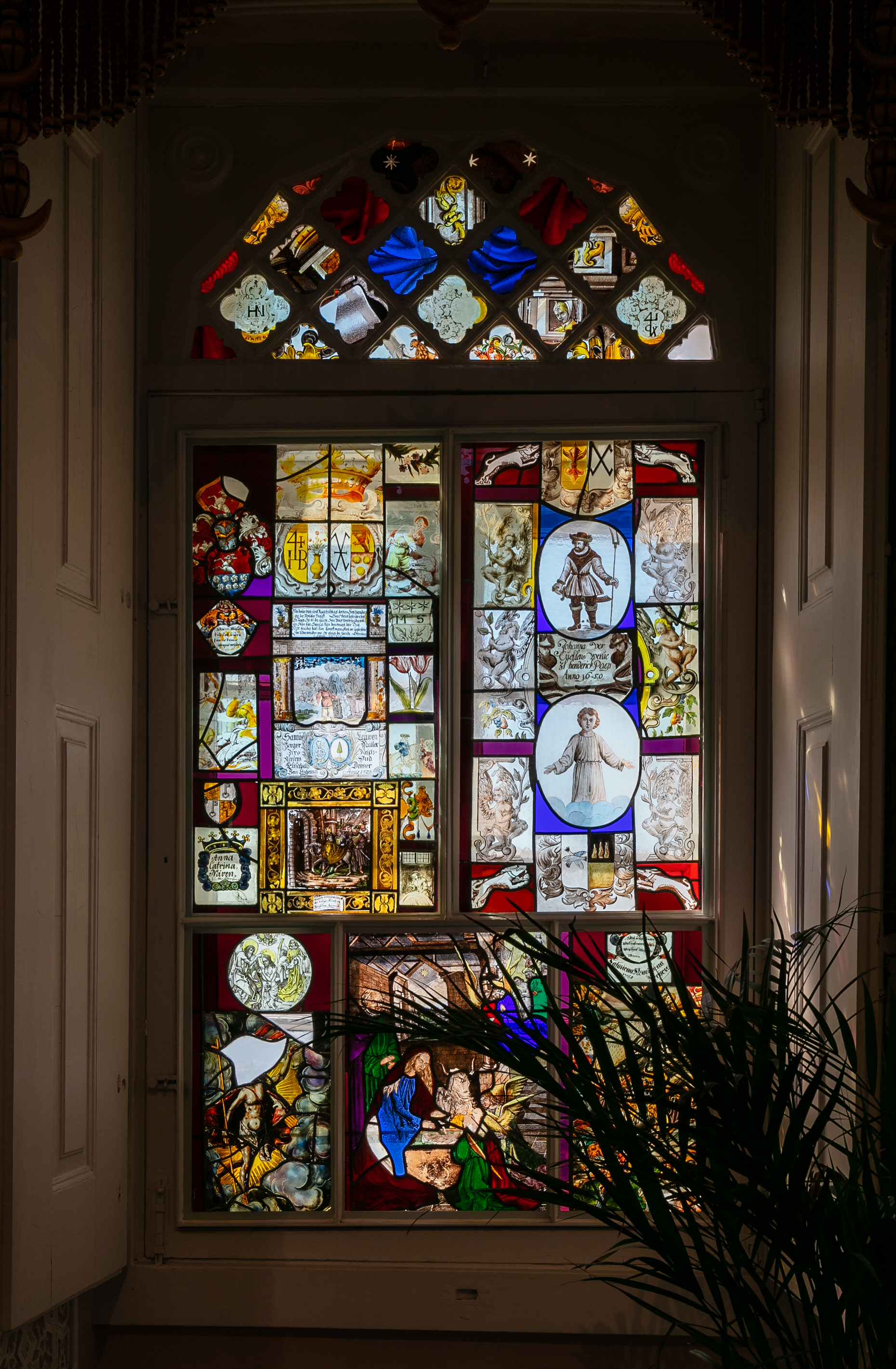